# Wimbledon Championships 1923
Die 43. Auflage der Wimbledon Championships fand 1923 auf dem Gelände des All England Lawn Tennis and Croquet Club an der Church Road statt.
In diesem Jahr wurde der zweitgrößte Platz (Court No. 2) mit 1.900 Sitzplätzen eingeweiht. Da das Herreneinzel eine Rekordanmeldung von 133 Spielern erreichte, musste eine Vorrunde gespielt werden. In den folgenden Jahren wurde das Teilnehmerfeld auf 128 Plätze beschränkt. Das alte Gelände an der Worple Road wurde an eine Mädchenschule (Wimbledon High School for Girls) verkauft.
Zum letzten Mal seit 1913 trug das Turnier in diesem Jahr den offiziellen Titel World Championships on Grass Courts („Weltmeisterschaften auf Rasen“). Im Zuge des Beitritts der USA zur International Tennis Federation wurde das Turniersystem überarbeitet. Der Weltmeisterschaftsanspruch der Wimbledon Championships wurde fallengelassen und stattdessen die Meisterschaften der USA, Englands Frankreichs und Australiens in den Rang der wichtigsten internationalen Tennisturniere erhoben. Die Hartplatz-Weltmeisterschaften in Paris wurden eingestellt, da sich die französischen Meisterschaften ab 1925 einem internationalen Teilnehmerfeld öffneten. Die ebenfalls 1913 ins Leben gerufenen Hallenweltmeisterschaften wurden abgeschafft.

## Herreneinzel
Der US-Amerikaner Bill Johnston errang seinen einzigen Sieg beim Turnier von Wimbledon. Er musste während des gesamten Turniers nur einen Satz abgeben.

## Dameneinzel
Bei den Damen errang Suzanne Lenglen ihren fünften Titel in Folge.

## Herrendoppel
Im Herrendoppel siegten Leslie Godfree und Randolph Lycett.

## Damendoppel
Suzanne Lenglen und Elizabeth Ryan holten ihren fünften Doppeltitel bei Wimbledon in Folge.

## Mixed
Im Mixed waren Elizabeth Ryan und Randolph Lycett erfolgreich.

## Quelle
- J. Barrett: Wimbledon: The Official History of the Championships. HarperCollins Publishers, London 2001, ISBN 0-00-711707-8.